# Âmes d'enfants
Pour plus de détails, voir Fiche technique et Distribution.
Âmes d'enfants est un film muet français coréalisé par Jean Benoit-Lévy et Marie Epstein, sorti en 1928.

## Fiche technique
- Titre : Âmes d'enfants
- Réalisation : Jean Benoit-Lévy et Marie Epstein
- Scénario : Jean Benoit-Lévy et Marie Epstein, d'après une nouvelle de J.-H. Rosny aîné
- Photographie : Edmond Floury
- Production : EFC
- Durée : 48 minutes
- Date de sortie : 
  - France : 23 mars 1928

## Distribution
- Roby Guichard
- Daniel Vigneau
- Monique Mélinand
- Jacqueline Blanc

## À noter
- « Le film, qui ne constitue pas seulement la chronique comparative des vies de deux familles ouvrières, mais raconte également leurs relations avec les représentants de l'État (une visiteuse sociale) et du patronat (un contremaître d'usine), évoque de manière latente les conflits sociaux qui caractérisent cette époque. Par ailleurs, il s'inscrit dans l'idéologie de l'État providence, qui n'a pas encore imposé son modèle, mais existe à l'état embryonnaire »[1]
- Un intertitre du générique indique : « Histoire de tous les jours que nous vous soumettons tel que l'objectif et nous l'avons enregistrée, pour que vous en tiriez vous-même la conclusion ».
- Selon les sources, Marie Epstein est présentée soit comme scénariste et coréalisatrice, soit comme scénariste et assistante de Jean Benoit-Lévy.